# Paganino Paganini
Paganino Paganini (metà del XV secolo – Venezia, 1538) è stato un tipografo e editore italiano.

## Vita
Non si conoscono il luogo e la data della sua nascita; era figlio di Gasparo Paganini, originario di Cigole, presto inurbato e divenuto cittadino bresciano. Tenuto conto che il territorio della Bassa Bresciana ha fornito parecchi addetti alla produzione del libro, gli interessi verso l'editoria e il commercio librario potrebbero trovare in quell'ambiente una ragione di essere. Da Cigole provenivano lo stampatore Giovanni Antonio Bresciano, attivo a Brescia fra il 1508 e il 1529, e i fratelli Damiano e Giacomo Filippo Turlini, il primo dei quali, Damiano, stampatore a Brescia dal 1531, fu capostipite di una dinastia di tipografi attivi sino all'ultimo quarto del Settecento. Dalla vicina Asola, allora podestaria bresciana, provenivano altri importanti produttori e mercanti di libri, come Andrea Torresano, attivo a Venezia e divenuto poi suocero di Aldo Manuzio, e Antonio Blado, importante stampatore a Roma.
Paganino si trasferì a Venezia ancora in giovane età; provvisto dal padre di buone risorse economiche tanto da entrare ufficialmente nel campo dell'editoria, quando insieme ai soci Bernardino Benali e Giorgio Arrivabene sottoscrisse un Missale secundum morem Romanae Ecclesiae, finito di stampare il 4 dicembre 1483. La società con l'Arrivabene, mantovano e pertanto originario di territori limitrofi, durò sino al 1488. Non sappiamo quando, ma in quegli anni sposò Cristina, figlia del libraio e stampatore tedesco Franz Renner, attivo a Venezia, dove prese il nome di Francesco della Fontana. Se si tiene conto che un'altra figlia del Renner, Isabeta, era andata sposa a Giovanni Bartolomeo da Gabiano, mercante di libri con succursali a Lione, nelle Fiandre e a Londra, si capisce perfettamente la sua posizione nell'editoria veneziana e nel commercio librario internazionale.
Nel 1487 stampò o pubblicò i suoi primi libri in proprio: un altro messale romano, datato 27 aprile, e i Sermones ad heremitas di sant'Agostino, datati 26 maggio. Negli anni che seguirono si dedicò alla stampa di diverse opere riguardanti teologia e giurisprudenza, ma le opere che più lo caratterizzano furono le stampe degli scritti di Fra' Luca Pacioli, tra le quali figurano i celebri Summa de arithmetica (1494) e De Divina Proportione (1509).
Nel 1517 tornò col figlio Alessandro e la moglie nella sua terra d'origine, nel bresciano, dove fondò una propria tipografia all'interno del monastero sull'Isola del Garda e dove pubblicò due nuove opere teologiche che riportano l'indicazione della vicina città di Salò; in seguito si stabilì nella località di Toscolano, attualmente frazione del comune di Toscolano Maderno. Qui continuò la collaborazione col figlio, anch'egli tipografo e editore, iniziata già nel 1509 e che durò sino al 1525, dedita alla stampa di classici latini e italiani di piccolo formato. L'ultima opera sottoscritta da Paganino da solo fu il De republica Veneta liber primus di Pietro Paolo Vergerio nel 1526.
Morì a Venezia tra il 27 giugno (data del testamento) e l'11 agosto 1538 (data dell'atto di rinuncia della vedova all'eredità).
Paganino Paganini stampò per la prima volta al mondo il Corano in caratteri arabi; di fatto si pensava che di essa non fosse rimasta più nessuna copia, ma nel 1987 la giovane studiosa Angela Nuovo scoprì a Venezia, nella biblioteca del convento dei Francescani sull'isola di San Michele, un esemplare del libro, ora custodito nel convento di San Francesco della Vigna
.
La vita e le opere di Paganino Paganini e del figlio Alessandro sono oggi raccontate presso il Museo della Carta di Toscolano Maderno, che conserva preziose cinquecentine da essi stampate.